# ان‌دابلیو بی
ان‌دابلیو بی (NW B) خودرویی است که در سال‌های ۱۹۰۱ (Neuer Vierer)۱۹۰۲ تا ۱۹۰۴ (Type B)
۴۶ altogether builtدر موراوی تولید شده‌است.
طراحی آن خودروهای موتور وسط عقب-محور عقب بوده طول آن در حالت طبیعی ۳٬۲۲۰ میلیمتر (۱۲۶٫۸ اینچ) و عرض آن در حالت طبیعی ۱٬۲۹۶ میلیمتر (۵۱٫۰ اینچ) است.